# Leon Errol
Leon Errol, nato Leonce Errol Simms (Sydney, 3 luglio 1881 – Hollywood, 12 ottobre 1951), è stato un attore e regista australiano popolare nella prima metà del Novecento per i suoi ruoli nel vaudeville, a Broadway e nel cinema di Hollywood.

## Biografia
Nato a Sydney, nel Nuovo Galles del Sud nel 1881, Errol recitò in compagnie di giro che lo portarono in tour in Australia, Nuova Zelanda e nel Regno Unito in una serie di spettacoli che coprivano un ampio ventaglio di generi e che andavano dal circo al vaudeville, da Shakespeare all'operetta. Nel 1905 arrivò sulla costa occidentale degli Stati Uniti, a Portland. Nell'Oregon gestì una compagnia teatrale, dando impulso alla carriera di un allora giovane attore dal nome di Roscoe Arbuckle.
Nel 1911 Errol debuttò a Broadway alle Ziegfeld Follies, recitando in due sketch insieme al leggendario Bert Williams. Alle Follies lavorò anche con sua sorella Leda, che era grande amica di Fanny Brice. Errol apparve negli spettacoli di Ziegfeld ogni anno fino al 1915 quando passò alla regia, dirigendo tra gli altri W.C. Fields, Ed Wynn, Marion Davies.
Continuò ad apparire negli show di Broadway alternandoli alle partecipazioni a spettacoli di vaudeville. Nel 1920 fu tra i protagonisti del musical Sally, uno dei grandi successi di Jerome Kern.

### Carriera cinematografica
Errol apparve sullo schermo per la prima volta in Nearly Spliced (1921), un cortometraggio prodotto da uno dei pionieri dell'industria cinematografica dell'Est, George Kleine. Nel 1930 lasciò Broadway per dedicarsi esclusivamente al cinema. Creò un personaggio comico caratterizzato da una camminata traballante, instabile a cui, in seguito, sarebbe ricorso per impersonare tutta una serie di ruoli di ubriachi.
Errol lavorò per la Columbia Pictures e per la Warner Brothers. Nel 1934 firmò un contratto con la RKO per cui girò sei cortometraggi l'anno fino alla sua morte nel 1951. Molti di questi erano delle farse in cui era affiancato spesso da Dorothy Granger, nel ruolo di sua moglie.
Errol apparve in'altra serie popolare di film, Mexican Spitfire, che aveva come protagonista Lupe Vélez. Errol vi ebbe un doppio ruolo: quello dell'affabile zio Matt e quello dell'aristocratico Lord Epping. La Monogram mise sotto contratto l'attore per una serie di commedie sportive che fu prodotta dal 1946 al 1950, centrata sul personaggio di Joe Palooka.

### Vita privata
Leon Errol si sposò nel 1906 a Denver con Stella Chatelaine (1886-1946). Dal matrimonio non nacquero figli. Stella morì il 7 novembre 1946 a Los Angeles. Colpito da un attacco cardiaco, Errol morì il 12 ottobre 1951, all'età di 70 anni.

## Filmografia

### Attore
- Nearly Spliced, regia di J.C. Miller - cortometraggio (1921)
- In at the Finish - cortometraggio (1921)
- Yolanda, regia di Robert G. Vignola (1924)
- Piedini d'oro (Sally), regia di Alfred E. Green (1925)
- Clothes Make the Pirate, regia di Maurice Tourneur (1925)
- The Lunatic at Large, regia di Fred C. Newmeyer (1927)
- Let's Merge - cortometraggio (1930)
- Solo gli scemi lavorano (Only Saps Work), regia di Cyril Gardner e Edwin H. Knopf (1930)
- Una notte celestiale (One Heavenly Night), regia di George Fitzmaurice (1931)
- Finn ed Hattie, regia di Norman Z. McLeod e Norman Taurog (1931)
- Her Majesty, Love, regia di William Dieterle (1931)
- The Poor Fish, regia di Joseph Santley (1931)
- Three Little Swigs, regia di Arvid E. Gillstrom (1933)
- Hold Your Temper, regia di Sam White (1933)
- Alice nel paese delle meraviglie (Alice in Wonderland), regia di Norman Z. McLeod (1933)
- No More Bridge!, regia di Arvid E. Gillstrom (1934)
- Autobuyography, regia di Al Boasberg (1934)
- We're Not Dressing, regia di Norman Taurog (1934)
- Minaccia (The Notorious Sophie Lang), regia di Ralph Murphy (1934)
- The Captain Hates the Sea, regia di Lewis Milestone (1934)
- Buona notte amore! (Make a Wish), regia di Kurt Neumann (1937)
- The Jitters, regia di Leslie Goodwins (1938)
- Moving Vanities, regia di Lou Brock (1939)
- Scrappily Married, regia di Arthur Ripley (1940)
- Mexican Spitfire Out West, regia di Leslie Goodwins (1940)
- Mexican Spitfire's Baby, regia di Leslie Goodwins (1941)
- Home Work
- Wedded Blitz, regia di Harry Edwards - cortometraggio (1942)
- Mexican Spitfire at Sea, regia di Leslie Goodwins (1942)
- Framing Father
- Hold 'Em Jail, regia di Lloyd French - cortometraggio (1942)
- Caramba Carmelita (Mexican Spitfire Sees a Ghost), regia di Leslie Goodwins (1942)
- Mail Trouble, regia di Lloyd French - cortometraggio (1942)
- Mexican Spitfire's Elephant, regia di Leslie Goodwins (1942)
- Mexican Spitfire's Blessed Event, regia di Leslie Goodwins (1943)
- Il denaro non è tutto (Higher and Higher), regia di Tim Whelan (1943)

## Spettacoli teatrali

### Attore
- Ziegfeld Follies of 1911 (Broadway, 26 giugno 1911)
- A Winsome Widow (Broadway, 11 aprile 1912)
- Ziegfeld Follies of 1912 (Broadway, 21 ottobre 1912)
- Ziegfeld Follies of 1913 (Broadway, 16 giugno 1913)
- Ziegfeld Follies of 1914 (Broadway, 1º giugno 1914)
- Ziegfeld Follies of 1915 (Broadway, 21 giugno 1915)
- The Century Girl (Broadway, 6 novembre 1916)
- Dance and Grow Thin (Broadway, 18 gennaio 1917)
- Hitchy-Koo (1917) (Broadway, 7 giugno 1917)
- Hitchy-Koo (1918) (Broadway, 6 giugno 1918)
- Sally (Broadway, 21 dicembre 1920)
- Ziegfeld Midnight Frolic (1921) (Broadway, 17 novembre 1921)
- Sally (Broadway, 17 settembre 1923)
- Louie the 14th (Broadway, 25 gennaio 1927)
- Yours Truly, di Clyde North (Broadway, 12 marzo 1928)
- Fioretta (Broadway, 5 febbraio 1929)

### Regista
- Ziegfeld Follies of 1914 (Broadway, 1º giugno 1914)
- Ziegfeld Follies of 1915 (Broadway, 21 giugno 1915)
- The Century Girl (Broadway, 6 novembre 1916)
- Dance and Grow Thin (Broadway, 18 gennaio 1917)
- Hitchy-Koo (1917) (Broadway, 7 giugno 1917)
- Words and Music, di Raymond Hitchcock (Broadway, 24 dicembre 1917)
- Hitchy-Koo (1918) (Broadway, 6 giugno 1918)
- Princess Virtue (Broadway, 4 maggio 1921)
- Snapshots of 1921 (Broadway, 2 giugno 1921)
- The Blue Kitten (Broadway, 13 gennaio 1922)

## Galleria d’immagini

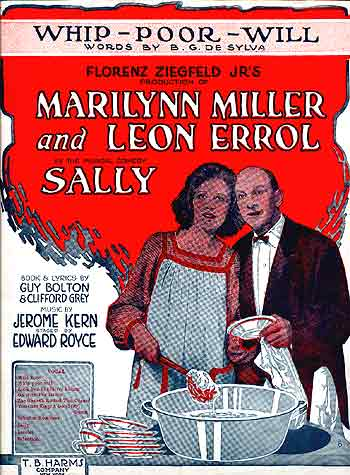
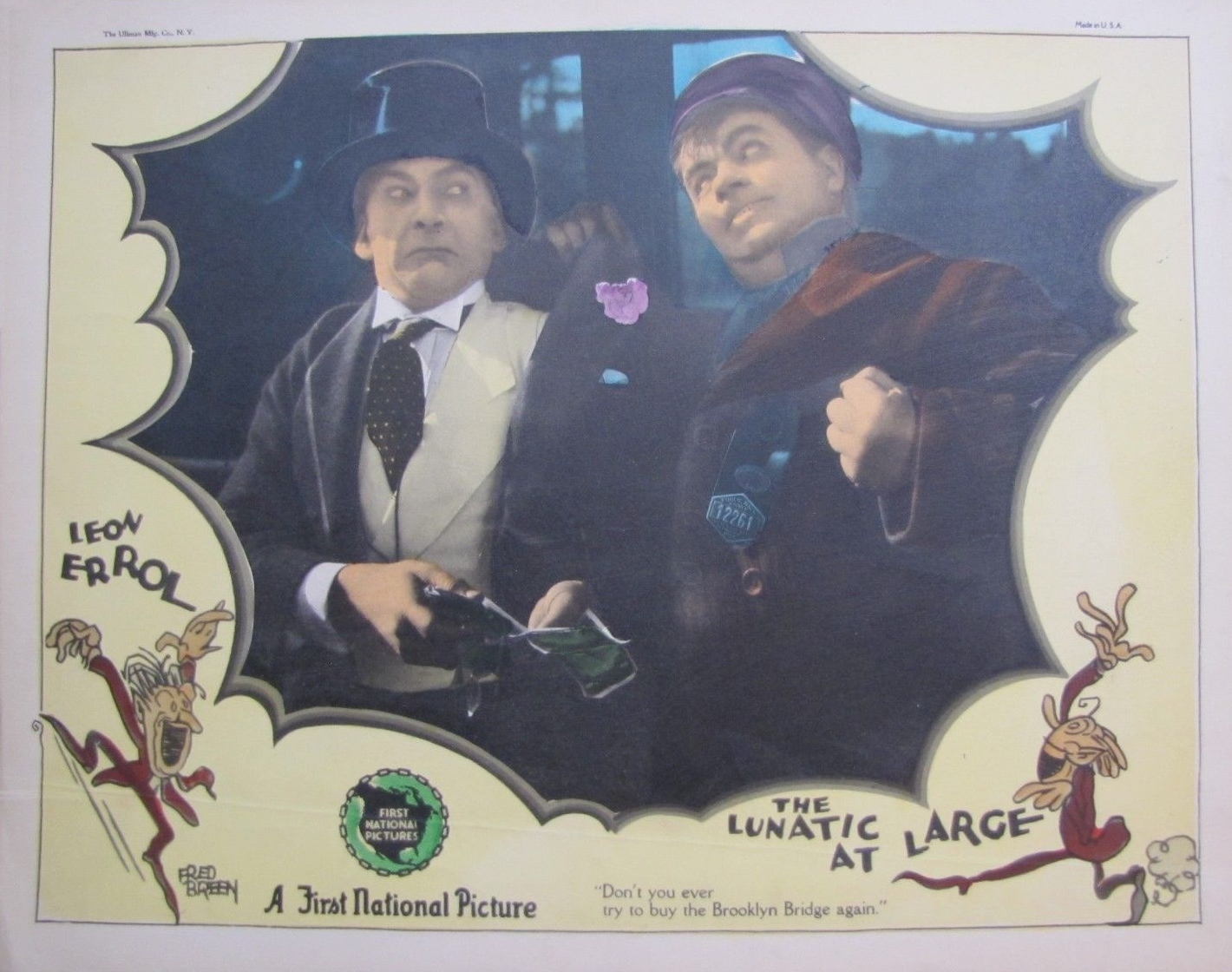
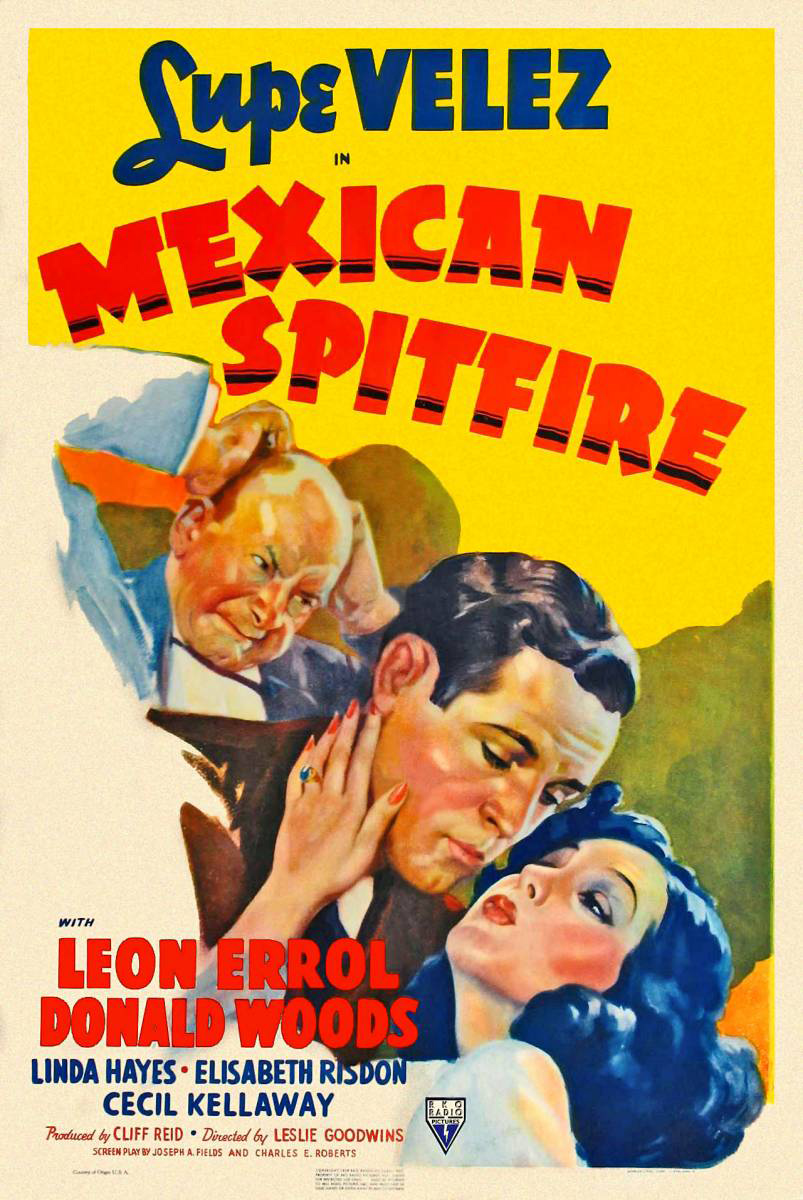
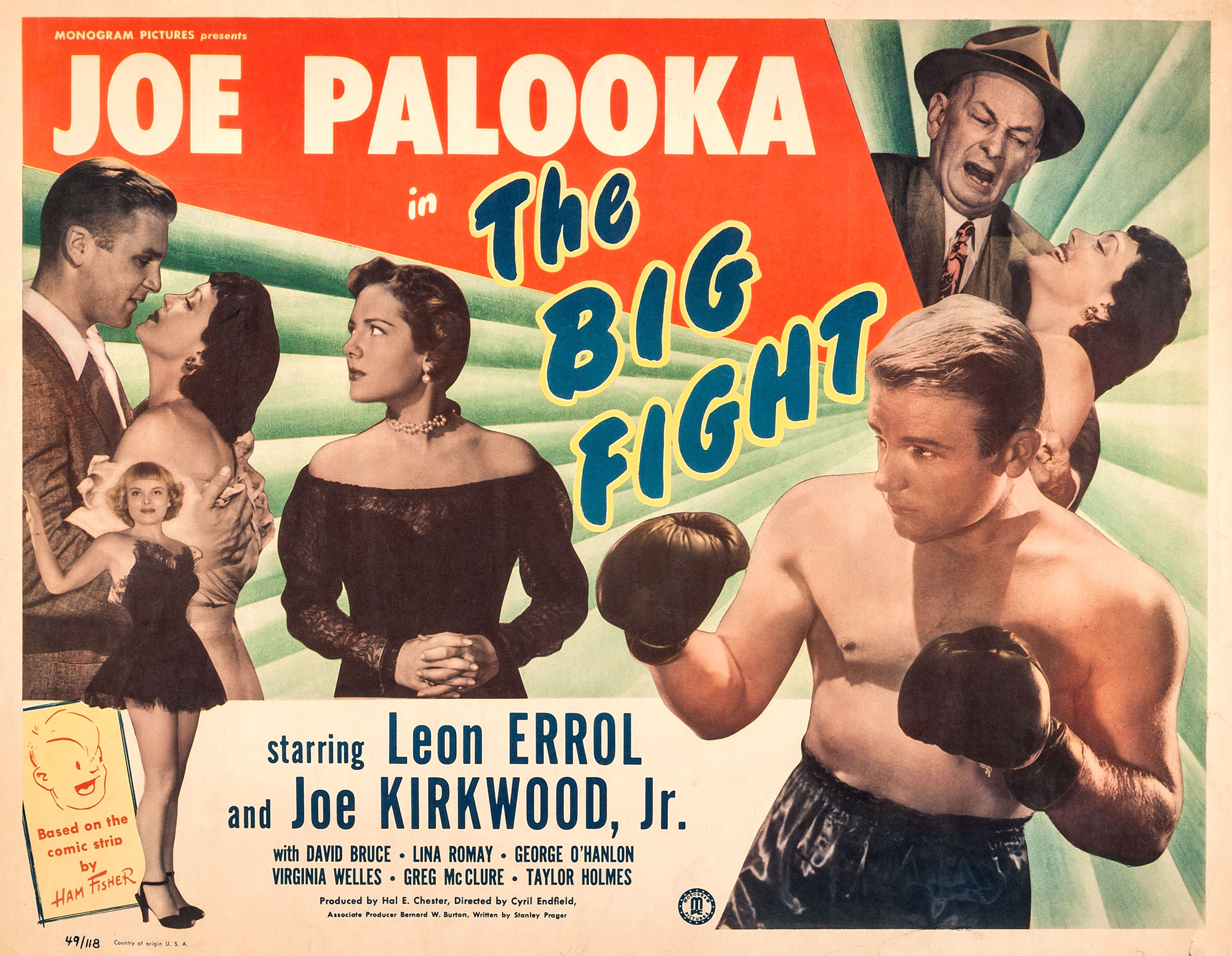